# Schneider (Indiana)
Schneider és una població dels Estats Units a l'estat d'Indiana. Segons el cens del 2000 tenia 317 habitants.

## Demografia
Segons el cens del 2000, Schneider tenia 317 habitants, 113 habitatges, i 84 famílies. La densitat de població era de 139,1 habitants/km².
Dels 113 habitatges en un 38,9% hi vivien nens de menys de 18 anys, en un 57,5% hi vivien parelles casades, en un 10,6% dones solteres, i en un 24,8% no eren unitats familiars. En el 20,4% dels habitatges hi vivien persones soles el 9,7% de les quals corresponia a persones de 65 anys o més que vivien soles. El nombre mitjà de persones vivint en cada habitatge era de 2,79 i el nombre mitjà de persones que vivien en cada família era de 3,21.
Per edats la població es repartia de la següent manera: un 30% tenia menys de 18 anys, un 9,8% entre 18 i 24, un 28,4% entre 25 i 44, un 19,2% de 45 a 60 i un 12,6% 65 anys o més.
L'edat mediana era de 33 anys. Per cada 100 dones de 18 o més anys hi havia 103,7 homes.
La renda mediana per habitatge era de 46.339 $ i la renda mediana per família de 46.932 $. Els homes tenien una renda mediana de 41.250 $ mentre que les dones 23.125 $. La renda per capita de la població era de 16.463 $. Entorn del 4,3% de les famílies i el 5,9% de la població estaven per davall del llindar de pobresa.

## Poblacions més properes
El següent diagrama mostra les poblacions més properes.